# Finlands bostadsförbund
Finlands bostadsförbund (finska: Suomen asuntoliitto) grundades 1964 i Helsingfors att utveckla bostadsförhållandena och driva konsumenternas ärenden i bostadsfrågor. 
Finlands bostadsförbund anordnar offentliga diskussioner och bedriver publikationsverksamhet samt allmän konsumentupplysning. Förbundet utger en årspublikation där man utreder boendestandarden och aktuella bostadsfrågor samt spörsmål kring boendemiljö och samhällsplanering. Förbundet spelade en central roll då de årliga bostadsmässorna kom till och var en av de stiftande medlemmarna i andelslaget Finlands bostadsmässa, vars övriga medlemmar utgörs av förbundet närstående organisationer inom sektorn bostadspolitik.